# حمید پورآذری
حمید پورآذری (متولد ۱۴ مرداد ۱۳۴۷)، از کارگردانان نوآور تئاتر ایران با تمرکز بر تئاتر مکان-ویژه است. از نمایش‌های خارج از صحنه وی می‌توان به «دور دو فرمان» در پارکینگ دانشگاه امیرکبیر در سال ۱۳۸۹ اشاره کرد، این اثر را کاری بی‌سابقه در تئاتر ایران بر می‌شمرند. اثر «سال ثانیه» برگرفته از شعر الیاس علوی در فستیوال تئاتر اسپکتاکل سوئیس و زمین تنیس سعدآباد به اجرا درآمده. از آثار دیگر او می‌توان به «حسین قلی خان مردی که لب نداشت»، «دایره گچیی قفقازی» و همچنین «غولتشن‌ها» و «ژاک و اربابش» در کافه تالار اصلی تئاتر شهر اشاره کرد. او اثر «هنگامی که» را با تعدادی از مهاجران افغان در بنیاد امید مهر اجرا کرده است.
وی معتقد است که تئاتر تنها محدود به صحنهٔ سالن نمایش نیست، بلکه تئاتر پنجره ای در برابر ما قرار می‌دهد و منجر به پرسپکتیوی جدید و تعمیق مفاهیم برای ما و جامعه می‌شود. وی از قدرت تئاتر برای بیان ایدهٔ هنری در فضای معماری و فضاهای شهری استفاده می‌کند.
وی در تاریخ ۹ آذر ۱۴۰۱ دستگیر شد.

## زندگی
حمید پورآذری متولد سال ۱۳۴۷ تهران، مدیر بخش نمایش‌های خارج-از-صحنه سی‌وششمین جشنواره بین‌المللی تئاتر فجر بوده است. وی همچنین عضو هیئت مرکزی خانه تئاتر و انجمن کارگردانان ایران بوده است. آثار وی در فستیوالهای مختلف بین‌المللی به اجرا درآمده. وی اثر unfinished dream را در فستیوال lift در لندن را با اتود در فضاهای عمومی شهر مانند مراکز تجاری، ایستگاه قطار و مرکز شهر لندن، در یک پارکینگ عمومی اجرا کرده است.

## همراهی با اعتراضات ضدحکومتی ۱۴۰۱
در روزهای اولیه آذر ۱۴۰۱ در همراهی با خیزش ۱۴۰۱ ایران و به حجاب اجباری و تن ندادن به بازبینی در آثار، یک ویدیو در صفحهٔ اینستاگرامی سهیلا گلستانی منتشر شد که در آن او و چند بازیگر دیگر، در کنار سایرین از جمله حمید پورآذری بدون حجاب برابر دوربین ظاهر شده بودند. به دنبال انتشار این ویدئو سهیلا گلستانی و حمید پورآذری، کارگردان سینما و تئاتر که او هم در این ویدئو حضور داشت بازداشت شدند. این حرکت اعتراضی بعدتر با همان شکل و سبک، توسط گروه‌های دیگری از هنرمندان ایرانی و نیز خارجی تکرار شد.

## آثار
| اجراها      | اجراها                             | اجراها        | اجراها                | اجراها | اجراها                                   | اجراها        |
| تاریخ نمایش | نام اثر                            | به همراهی     | نویسنده               | مترجم  | مکان اجرا                                | جوایز         |
| ----------- | ---------------------------------- | ------------- | --------------------- | ------ | ---------------------------------------- | ------------- |
| ۱۳۷۹        | خرس                                |               | آنتوان چخوف           |        | جشنواره تئاتر فجر دانشگاهی               |               |
| ۱۳۸۰        | ساعت بمباران                       |               | محمد رحمانیان         |        | جشنواره تئاتر فجر دانشگاهی               |               |
| ۱۳۸۰        | یک نوکر و دو ارباب                 |               | آتیلا پسیانی          |        | تهران، تالار سنگلج                       |               |
| ۱۳۸۰        | ژاک و اربابش                       |               | کارلو گلدونی          |        | کافه تالار اصلی، تئاتر شهر               | ‏جشنواره کاتاژ |
| ۱۳۸۱        | هملت به روایت بایرام               |               | نشمینه نوروزی         |        | تهران، خانه فرهنگ مهرآباد                |               |
| ۱۳۸۱        | آندرانیک                           |               | حسین مهکام            |        | سالن شماره ۲، تئاتر شهر                  |               |
| ۱۳۸۲        | مادربزرگ، یک مقدمه                 |               | حسین مهکام            |        | جشنواره تئاتر فجر                        |               |
| ۱۳۸۲        | شازده کوچولو                       |               | آنتوان دوسنت اگزوپه‌ری |        | فرهنگسرای ارسباران                       |               |
| ۱۳۸۲        | هرجی دلت بخواد                     |               | مجید حیدری            |        | تالار سنگلج                              |               |
| ۱۳۸۳        | داستان جنگل                        |               | نشمینه نوروزی         |        | تالار هنر                                |               |
| ۱۳۸۳        | مهاجران                            |               | هدایت هاشمی           |        | سالن شماره ۲۰، تئاتر شهر                 |               |
| ۱۳۸۳        | ماجرای نمایشنامه‌خوانی حمید پورآذری |               | آنتوان چخوف           |        | تئاتر شهر، کافه تالار اصلی               |               |
| ۱۳۸۷        | غولتشن‌ها                           |               | کارلو گلدونی          |        | تالار سایه، تئاتر شهر                    |               |
| ۱۳۸۷        | حسین قلی مردی که لب نداشت          |               |                       |        | تالار مولوی                              |               |
| ۱۳۸۸        | ادیپ                               |               |                       |        | فرهنگسرای بهمن                           |               |
| ۱۳۸۹        | دایره گچی                          |               |                       |        | فرهنگسرای بهمن                           |               |
| ۱۳۸۹        | دودوفرمان                          |               | حمید پورآذری          |        | پارکینگ دانشگاه امیرکبیر                 | گروه اجراگران |
| ۱۳۹۱        | رویای ناتمام Unfinished Dream      |               |                       |        | پارکینگ شهری در محله کراگتون لندن        |               |
| ۱۳۹۲        | خانهٔ روی آب                        |               |                       |        | فرهنگسرای اندیشه                         |               |
| ۱۳۹۲        | ظفر، خیابان ناجی، بلوار مینا       |               |                       |        | گالری محسن تهران                         |               |
| ۱۳۹۴        | سال ثانیه                          |               | حمید پورآذری          |        | زمین تنیس سعدآباد                        |               |
| ۱۳۹۵        | هنگامی که                          |               |                       |        | بنیاد امید مهر                           |               |
| ۱۳۹۵        | قطعه گمشده                         |               |                       |        | تالار هنر اصفهان                         |               |
| ۱۳۹۵        | خانهٔ ابری                          | سیامک احصایی  |                       |        | سالن استاد سمندریان، تماشاخانه ایران شهر |               |
| ۱۳۹۵        | آواز کَرَک                           | سهند شکر زاده | سعیدرضا خوش‌شانس       |        | تالار حافظ شیراز                         |               |
| ۱۳۹۶        | متروکه خوانی                       |               |                       |        | پلتفرم داربست تهران                      |               |
| ۱۳۹۸        | هله هین هان هلا                    | لیلی رشیدی    |                       |        | عمارت روبرو                              |               |

## سایر فعالیت‌ها
| تاریخ | نوع فعالیت                                                   | سایر توضیحات                 | مکان اجرا                                                |
| ----- | ------------------------------------------------------------ | ---------------------------- | -------------------------------------------------------- |
| ۱۳۸۳  | مدیر صحنه "ژاک و اربابش"                                     | نوشتهٔ میلان کوندرا           | تئاتر شهر، کافه تریای اصلی                               |
| ۱۳۸۳  | مدیر صحنه "رفت و برگشت به تافت"                              | نوشتهٔ کونترگراس              | تالار استاد انتظامی، خانه هنرمندان                       |
| ۱۳۸۴  | مدیر صحنه "جان گابریل بورکمن"                                | بزرگداشت ایپسن               | تئاتر شهر، تالار نو                                      |
| ۱۳۸۰  | دستیار کارگردان "شازده احتجاب"                               | به کارگردانی علی رفیعی       | تهران، تالار وحدت                                        |
| ۱۳۸۱  | دستیار کارگردان "کلفت‌ها"                                     | به کارگردانی علی رفیعی       | تهران، تئاتر شهر، تالار چهارسو                           |
| ۱۳۸۲  | دستیار کارگردان "در مصر برف نمی‌بارد"                         | به کارگردانی علی رفیعی       | تهران، تالار وحدت                                        |
| ۱۳۸۱  | مشاور کارگردان و طراح لباس و صحنه در نمایش "تولد"            | به کارگردانی نادر برهانی‌مرند | تهران، تئاترشهر، تالار شماره ۲                           |
| ۱۳۸۱  | مشاور کارگردان و طراح لباس و صحنه در نمایش "والس مرده شوران" | به کارگردانی کوروش نریمانی   | تهران، تئاترشهر، تالار چهارسو                            |
| ۱۳۸۳  | مشاور کارگردان و طراح لباس و صحنه در نمایش "یک دروغ زیبا"    | به کارگردانی علی شجره        | تهران، تئاترشهر، تالار شماره ۲                           |
| ۱۳۸۴  | طراح صحنه و لباس "خشم شدید فیتیپس هوتس"                      | به کارگردانی کیوان نخعی      | تهران، اداره تئاتر، خانه نمایش                           |
| ۱۳۸۷  | مدیر اجرا "شکار روباه"                                       | به کارگردانی علی رفیعی       | تهران، تالار وحدت                                        |
| ۱۳۷۸  | مدیر صحنه "عروسی خون"                                        | به کارگردانی علی رفیعی       | تهران، تالار وحدت                                        |
| ۱۳۷۹  | مدیر صحنه "رومئو و ژولیت"                                    | به کارگردانی علی رفیعی       | تهران، تالار وحدت                                        |
| ۱۳۸۵  | مدیر صحنه "آخرین طلایه دار"                                  |                              | تهران، لابی، فرهنگسرای اربساران                          |
| ۱۳۸۶  | مدیر صحنه "قصد ما"                                           | به کارگردانی آیدین الفت      | جشنواره خصوصی مؤسسه کارنامه                              |
| ۱۳۸۷  | مدیر صحنه "غولتشنها"                                         | به کارگردانی حمید پورآذری    | تهران، تئاتر شهر، تالار سایه                             |
| ۱۳۸۷  | مدیر صحنه "حسین قلی مردی که لب نداشت"                        | به کارگردانی حمید پورآذری    | تهران، تالار مولوی                                       |
| ۱۳۸۲  | طراح صحنه "هشتمین خوان" مشترک با آروند دشت آرای              | به کارگردانی آروند دشت آرای  | تهران، تئاتر شهر، تالارنو                                |
| ۱۳۸۴  | طراح صحنه "پرده پنجم"                                        | به کارگردانی سمیرا مهدوی     | جشنواره دانشگاهی فجر- تهران، تئاتر شهر، تالار کوچک مولوی |
| ۱۳۷۵  | بازی در سریال "سرنخ"                                         | به کارگردانی کیومرث پوراحمد  | به کارگردانی کیومرث پوراحمد                              |
|       | بازی در فیلم "گرگ بازی"                                      | به کارگردانی عباس نظام دوست  | به کارگردانی عباس نظام دوست                              |

## سمت‌ها و تدریس
| بازه فعالیت  | عنوان جشنواره یا ارگان                                                                      |
| ------------ | ------------------------------------------------------------------------------------------- |
| ۱۳۹۲ تا کنون | تدریس در دانشگاه تهران                                                                      |
| ۱۳۹۰ تا ۱۳۹۲ | هیئت مدیره کانون کارگردانان                                                                 |
| ۱۳۹۲ تا ۱۳۹۴ | هیئت مدیره مرکزی خانه تئاتر                                                                 |
|              | تدریس در دانشگاه سوره تهران                                                                 |
|              | تدریس در دانشگاه سپهر اصفهان                                                                |
| ۱۳۸۱ تا ۱۳۸۲ | کلاس تئاتر در خانه فرهنگ سلامت با گروه سنی نوجوان و جوان به همراه اجرای دو نمایش            |
| ۱۳۸۵ تا ۱۳۸۶ | کلاس تئاتر در خانه فرهنگ سلامت با مهاجرین افغان به همراه اجرای یک نمایش                     |
| ۱۳۸۵ تا ۱۳۸۶ | کلاس تئاتر در خانه کودک شوش                                                                 |
| ۱۳۸۳         | کلاس تئاتر در فرهنگسرای ارسباران با گروه سنی ۱۰ تا ۱۵ سال به همراه اجرای یک نمایش           |
| ۱۳۸۵         | کلاس تئاتر در فرهنگسرای ارسباران با گروه سنی ۹ تا ۲۱ سال به همراه اجرای یک نمایش            |
| ۱۳۸۶         | کلاس تئاتر برای کودکان هفت تا یازده سال، خانه فرهنگ سلامت                                   |
| ۱۳۸۷         | کارگاه بازیگری در دانشگاه علوم پزشکی ایران به همراه اجرای ۲ نمایش با هنرجویان مؤسسه کارنامه |
| ۱۳۸۸         | کارگاه بازیگری در دانشگاه امیر کبیر (پلی تکنیک)                                             |
|              | عضو شورای هنری تالار سایه                                                                   |
| ۱۳۹۶         | دببر بخش آف استیج جشنواره فجر                                                               |
|              | مدیر هنری عمارت روبرو                                                                       |
| ۱۳۷۶ تاکنون  | دستیار کارگردان علی رفیعی                                                                   |

## جوایز
| تاریخ | عنوان جشنواره یا ارگان                      | به خاطر                          |
| ----- | ------------------------------------------- | -------------------------------- |
| ۱۳۸۰  | جشنواره آئین سنتی                           | کارگردانی؛ یک نوکر و دو ارباب    |
| ۱۳۸۲  | جشنواره آئین سنتی                           | کارگردانی؛ هرچی دلت می خواد      |
| ۱۳۸۸  | انجمن منتقدان، توسعه و پژوهشگران خانه تئاتر | بهترین گروه نمایشی               |
| ۱۳۸۹  |                                             | رتبه اول بهترین نمایش؛ دایره گچی |
| ۱۳۹۵  | جشنواره تئاتر فجر                           | کارگردانی؛ خانه ابری             |
| ۱۳۹۵  | آکادمی تئاتر استاد سمندریان                 | مدال استاد سمندریان              |
| ۱۳۹۵  | انجمن منتقدان، توسعه و پژوهشگران خانه تئاتر | مدال مسئولیت اجتماعی             |

## فیلم زندگی
فیلم مستند رؤیای ناتمام به کارگردانی آریان رضائی به زندگی تئاتری حمید پورآذری می‌پردازد. این فیلم از دی ماه ۱۴۰۰ از طریق سایت هاشور اکران آنلاین شده است.